# Juncus balticus
Juncus balticus — вид багаторічних кореневищних трав'янистих рослин родини ситникові (Juncaceae).

## Опис
Стебла синювато-зелені, прямовисні, до 75 см, гладкі й глянсові. При основі стебла розміщені піхви від солом'яного до світло-коричневого кольору. Суцвіття досить нещільні, на 25–60 квіток, 4–8 см завдовжки. Листочки оцвітини темно-коричневі. Плоди 3–4.5 мм довжиною, трикутно-яйцеподібні, світло-коричневі, блискучі, з 0.8–1 мм завдовжки, вузько-яйцеподібним насінням. 2n=84. Запилення здійснюється вітром.

## Поширення
Вид поширений по всій Європі, Північній і Південній Америці. Виростає в антропогенних (техногенних або спотворених середовищах проживання), солонуватих або солоних болотах і мокрих низинах. Найкраще росте на пляжних луках і дюнних долини на торф'яно-піщаному ґрунті. Північні Паюти їли насіння і робили зі стебел ферментовані напої.

## Галерея

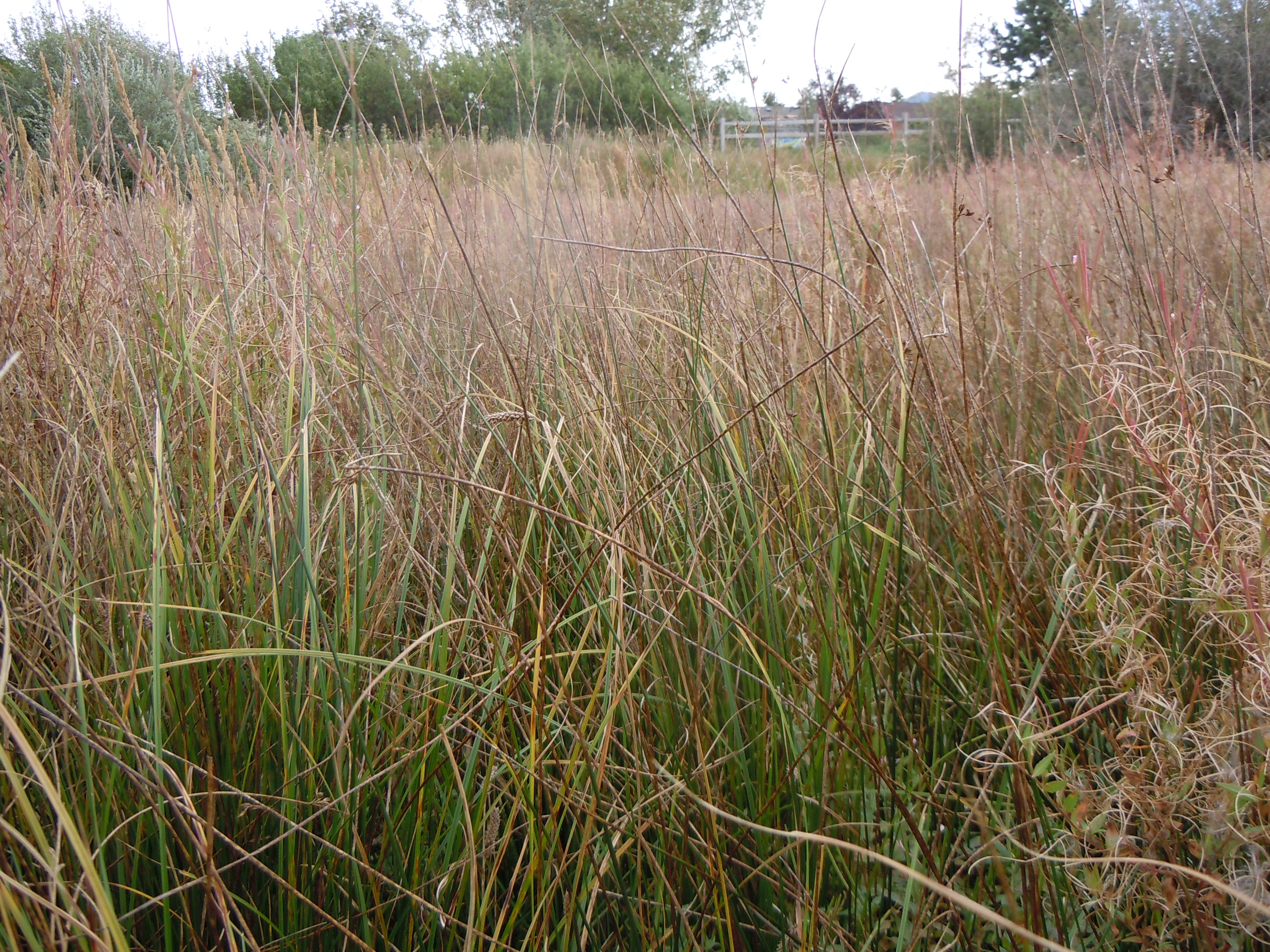
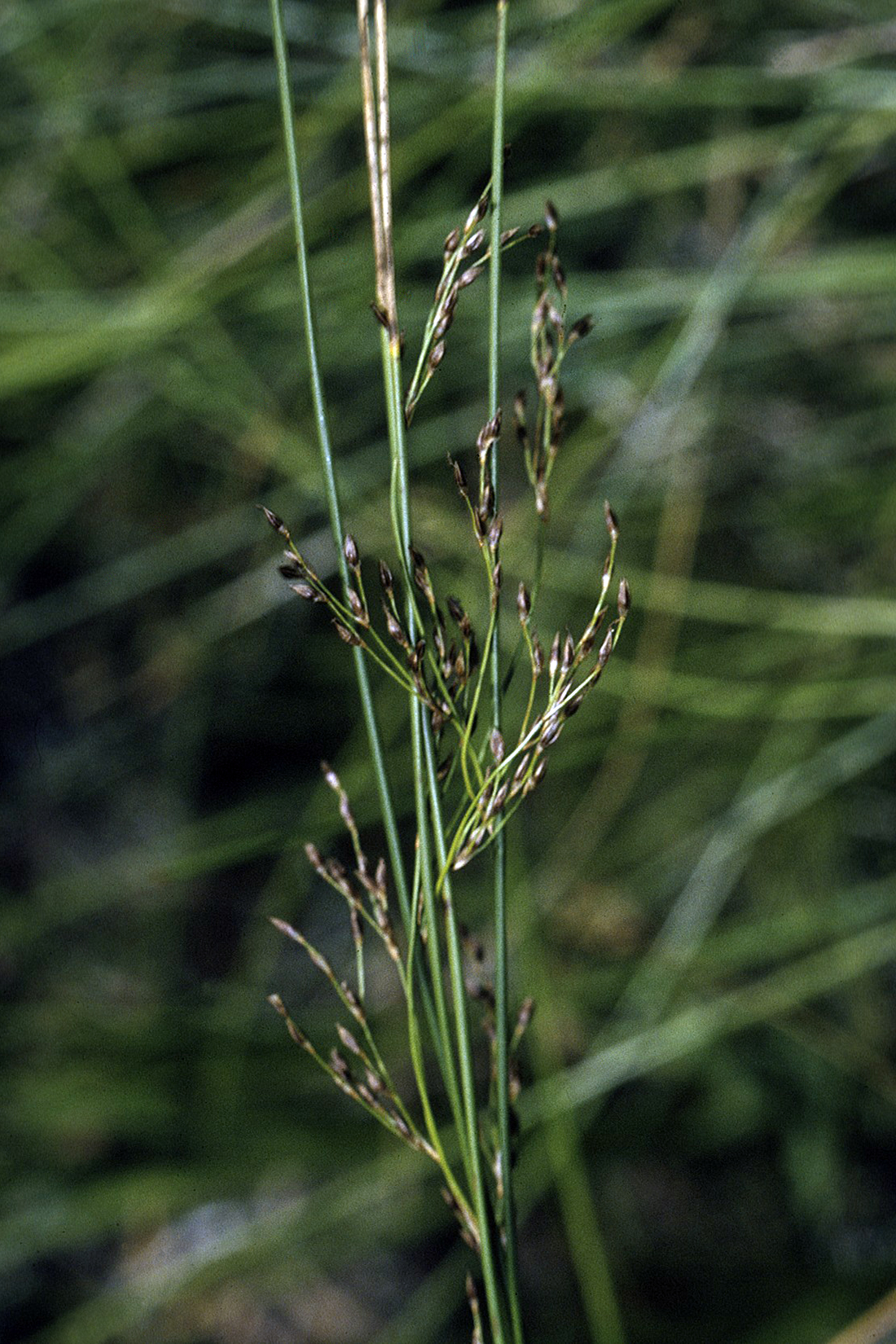
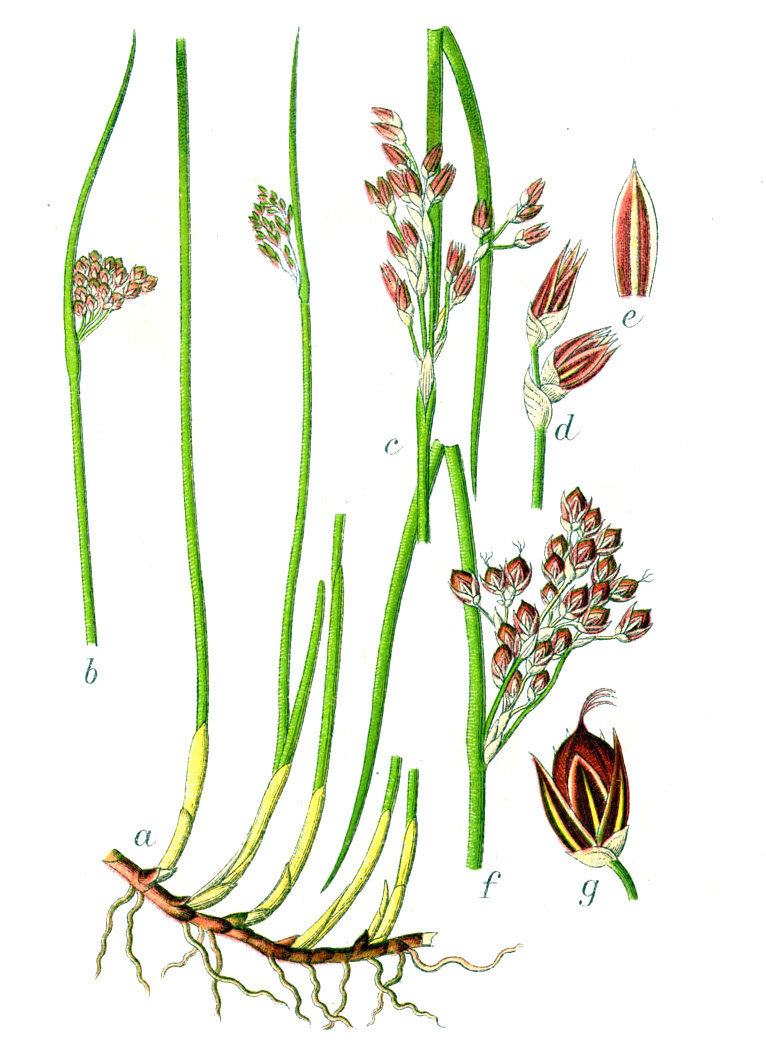